# Killer Movie
Killer Movie è un film del 2008 scritto e diretto da Jeff Fisher, presentato in anteprima al Tribeca Film Festival.

## Trama
Un reality televisivo che narra la storia di una squadra che sta per essere uccisa da un assassino spietato.